# Григолінський Дмитро Федорович
Дмитро Федорович Григолінський (нар. 1920, тепер Городенківського району Івано-Франківської області — 29 вересня 1977, село Ясенів-Пільний Городенківського району Івано-Франківської області) — український радянський діяч, голова колгоспу імені Сталіна села Ясенів-Пільний Городенківського району Станіславської (Івано-Франківської) області. Депутат Верховної Ради УРСР 3-го скликання.

## Життєпис
Народився в селянській родині. Член ВКП(б) з 1947 року.
У 1948—1950 роках — голова колгоспу «Червона зірка» села Ясенів-Пільний Городенківського району Станіславської області.
З 1950 року — голова укрупненого колгоспу імені Сталіна (потім — «Ленінським шляхом») села Ясенів-Пільний Городенківського району Станіславської (Івано-Франківської) області. Закінчив Городенківську районну партійну школу та агрокурси.
Проживав у селі Ясенів-Пільний Городенківського району Івано-Франківської області.

## Нагороди
- орден «Знак Пошани» (26.02.1958)
- медалі